# Єфименко Федор Лазаревич
Федір Лазарович Єфименко (12 жовтня 1910 рік, село Плехів, Полтавська губернія - дата і місце смерті невідомі) - комбайнер радгоспу «Московський» Акмолинської області, Казахська РСР. Герой Соціалістичної Праці (1957 рік).

## Біографія
Народився у 1910 році в селянській родині в селі Плехов Полтавської губернії. Отримав початкову освіту. Працювати почав одинадцятирічному віці. 
У березні 1954 року вирушив до Казахстану на освоєння цілинних земель. Працював комбайнером в радгоспі «Московський» Есільского району.
Указом Президії Верховної Ради СРСР від 11 січня 1957 року за особливо видатні успіхи, досягнуті в роботі з освоєння цілинних і перелогових земель, і отримання високого врожаю отримав звання Героя Соціалістичної Праці з врученням ордена Леніна і золотої медалі «Серп і Молот» .
З березня 1957 року - заступник директора по госпчастині радгоспу, завідувач радгоспної майстерні «Баранкольскій» Державінського району Акмолинської області.

## Нагороди
- Герой Соціалістичної Праці - указом Президії Верховної Ради СРСР від 11 січня 1957 року
- Орден Леніна